# Industria de pizarra bituminosa

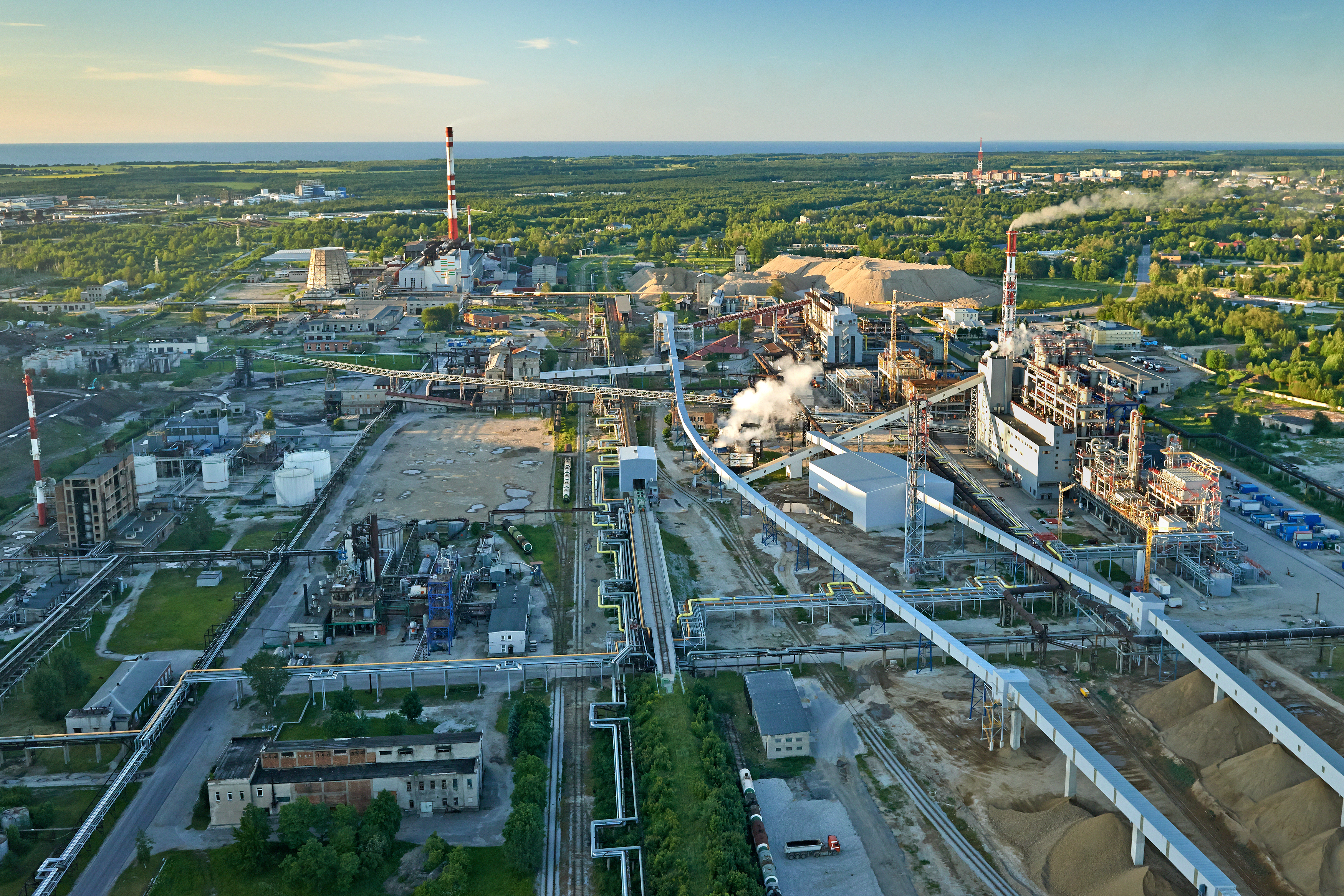
VKG Energia en Estonia.

La industria de la pizarra bituminosa es una industria de extracción y procesamiento de pizarra bituminosa, una roca sedimentaria de grano fino que contiene cantidades significativas de kerógeno (una mezcla sólida de compuestos químicos orgánicos), a partir de la cual se pueden fabricar hidrocarburos líquidos. La industria se ha desarrollado en Brasil, China, Estonia y, en cierta medida, en Alemania y Rusia. Varios otros países investigan actualmente sus reservas de pizarra bituminosa y sus métodos de producción para mejorar la eficacia y la recuperación. Estonia representaba cerca del 70% de la producción mundial de pizarra bituminosa en un estudio publicado en 2005.
La pizarra bituminosa se utiliza con fines industriales desde principios del siglo XVII, cuando se extraían sus minerales. Desde finales del siglo XIX, el aceite de esquisto bituminoso también se utiliza por su contenido en petróleo y como combustible de bajo grado para la generación de electricidad. Sin embargo, a excepción de los países con importantes yacimientos de pizarra bituminosa, su uso para la generación de electricidad no está especialmente extendido. Asimismo, la pizarra bituminosa es una fuente de producción de petróleo crudo sintético y se considera una solución para aumentar la producción nacional de petróleo en países dependientes de las importaciones.

## Historia

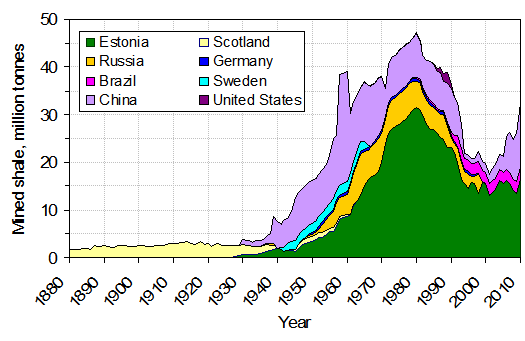
Producción de pizarra bituminosa en millones de toneladas métricas, de 1880 a 2010. Fuente: Pierre Allix, Alan K. Burnham.

La pizarra bituminosa se utiliza desde la antigüedad. La extracción industrial moderna de pizarra bituminosa comenzó en 1837 en las minas de Autun (Francia), a las que siguieron Gran Bretaña, Alemania y otros países. La industria de la pizarra bituminosa empezó a crecer justo antes de la Primera Guerra Mundial debido a la producción masiva de automóviles y camiones y a la supuesta escasez de gasolina para las necesidades de transporte. En 1924, la central eléctrica de Tallin fue la primera del mundo en pasar a la combustión de pizarra bituminosa.
Tras el final de la Segunda Guerra Mundial, la industria de la pizarra bituminosa decayó debido al descubrimiento de grandes reservas de crudo de fácil acceso y más barato. No obstante, la producción de pizarra bituminosa siguió creciendo en Estonia, Rusia y China.
Tras la crisis del petróleo de 1973, la industria de la pizarra bituminosa se reinició en varios países, pero en la década de 1980, cuando los precios del petróleo cayeron, muchas industrias se enfrentaron al cierre. La industria mundial de la pizarra bituminosa volvió a crecer a partir de mediados de los noventa. En 2003 se inició en Estados Unidos el programa de desarrollo de pizarra bituminosa, y en 2005 se introdujo el programa de arrendamiento comercial de pizarra bituminosa y arenas bituminosas.
En mayo de 2007, Estonia se dedicaba activamente a la explotación de pizarra bituminosa a gran escala y representaba el 70% de la pizarra bituminosa procesada en el mundo. Estonia es un caso único, ya que sus yacimientos de pizarra bituminosa representan sólo el 17% del total de yacimientos de la Unión Europea, pero genera el 90% de su energía a partir de pizarra bituminosa. La industria de la pizarra bituminosa emplea en Estonia a 7.500 personas, lo que supone alrededor del 1% del empleo nacional, y representa el 4% de su producto interior bruto.

## Minería
La pizarra bituminosa se extrae mediante técnicas tradicionales de minería subterránea o de superficie. Existen varios métodos de extracción, pero el objetivo común de todos ellos es fragmentar los yacimientos de pizarra bituminosa para permitir el transporte de fragmentos de pizarra a una central eléctrica o a una instalación de retorta. Los principales métodos de minería de superficie son la minería a cielo abierto y la minería a cielo abierto. Un método importante de minería subterránea es el método de cámaras y pilares, en el que el material se extrae a través de un plano horizontal dejando "pilares" de material intacto para sostener el techo. Estos pilares reducen la probabilidad de derrumbe. La pizarra bituminosa también puede obtenerse como subproducto de la minería del carbón.
La mayor mina de pizarra bituminosa del mundo es la de Estonia, explotada por Enefit Kaevandused. En 2005, Estonia extrajo 14,8 millones de toneladas de pizarra bituminosa.Durante el mismo periodo, se expidieron permisos de extracción por casi 24 millones de toneladas, y se recibieron solicitudes para extraer otros 26 millones de toneladas. En 2008, el Parlamento estonio aprobó el "Plan Nacional de Desarrollo para el Uso de la Pizarra Bituminosa 2008-2015", que limita la extracción anual de pizarra bituminosa a 20 millones de toneladas.

## Producción de energía

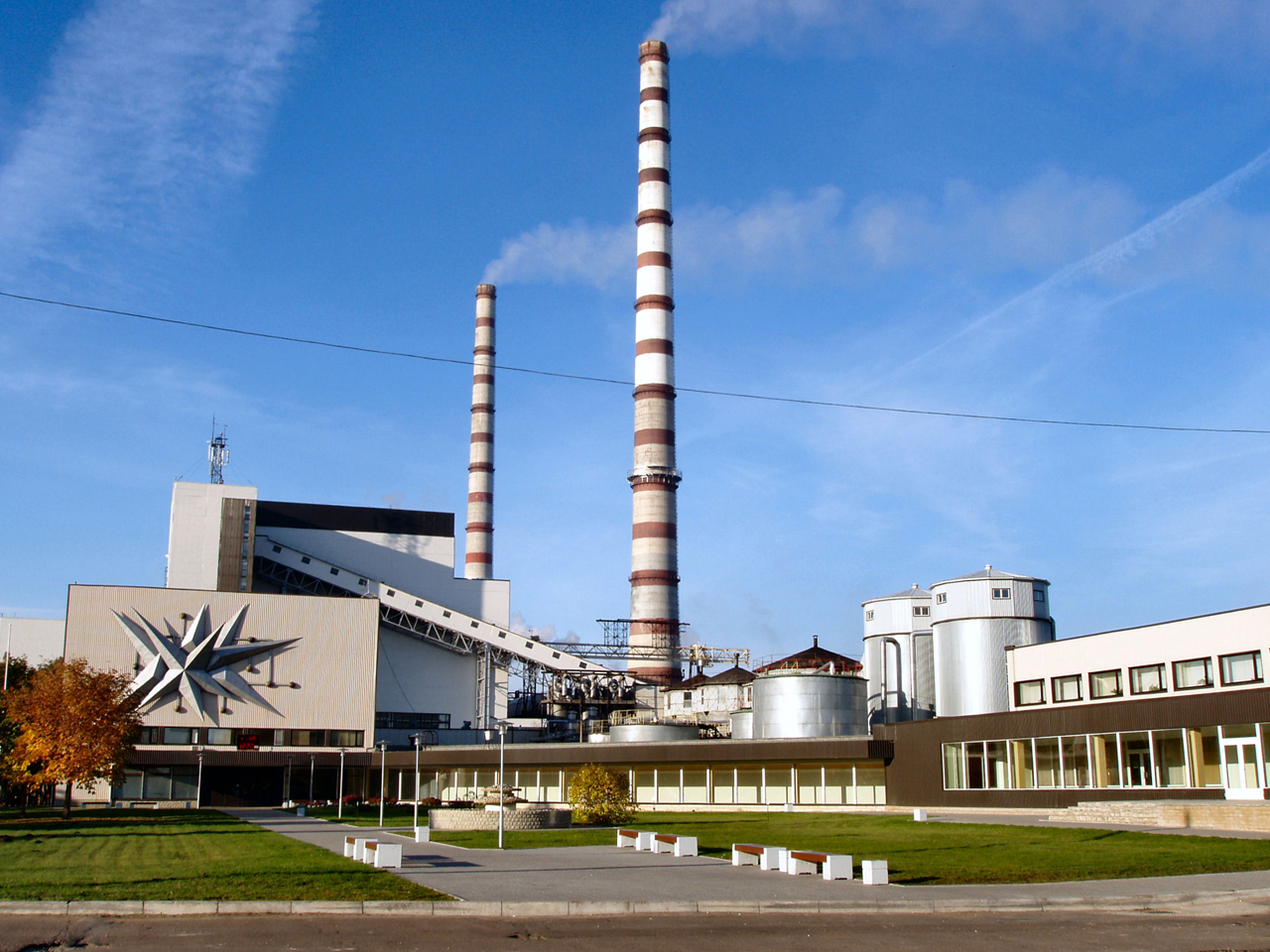
Central eléctrica Eesti de Narva (Estonia), alimentada con pizarra bituminosa.

La pizarra bituminosa puede utilizarse como combustible en centrales térmicas, en las que se quema como el carbón para accionar las turbinas de vapor. En 2012, había centrales eléctricas alimentadas con pizarra bituminosa en Estonia, con una capacidad de generación de 2.967 megavatios (MW), China y Alemania.También Israel, Rumanía y Rusia han tenido centrales eléctricas alimentadas con pizarra bituminosa, pero las han cerrado o han cambiado a otros combustibles como el gas natural Jordania y Egipto han anunciado sus planes de construir centrales eléctricas alimentadas con pizarra bituminosa, mientras que Canadá y Turquía planean quemar pizarra bituminosa en las centrales junto con carbón.
Las centrales térmicas que utilizan pizarra bituminosa como combustible emplean sobre todo dos tipos de métodos de combustión. El método tradicional es la combustión pulverizada (CP), que se utiliza en las unidades más antiguas de las centrales térmicas de pizarra bituminosa de Estonia, mientras que el método más avanzado es la combustión en lecho fluidizado (CFL), que se emplea en la fábrica de cemento Holcim de Dotternhausen (Alemania) y se utilizó en la central eléctrica de Mishor Rotem (Israel). Las principales tecnologías FBC son la combustión en lecho fluidizado burbujeante (BFBC) y la combustión en lecho fluidizado circulante (CFBC).
Hay más de 60 centrales eléctricas en todo el mundo que utilizan la tecnología CFBC para la combustión de carbón y lignito, pero sólo dos unidades nuevas en la central eléctrica de Narva (Estonia) y una en la central eléctrica de Huadian (China) utilizan la tecnología CFBC para la combustión de pizarra bituminosa.La tecnología de combustión de pizarra bituminosa más avanzada y eficiente es la combustión en lecho fluidizado presurizado (PFBC). Sin embargo, esta tecnología aún es prematura y se encuentra en una fase incipiente.

## Extracción de petróleo
Los principales productores de petróleo de esquisto bituminoso son China y Estonia, con Brasil en un lejano tercer lugar, mientras que Australia, EE. UU., Canadá y Jordania tienen previsto establecer o reiniciar la producción de petróleo de esquisto bituminoso. Según el Consejo Mundial de la Energía, en 2008 la producción total de petróleo de esquisto bituminoso fue de 930.000 toneladas, equivalentes a 17.700 barriles diarios (2.810 m3/d), de las cuales China produjo 375.000 toneladas, Estonia 355.000 toneladas y Brasil 200 toneladas. En comparación, la producción de petróleo convencional y líquidos de gas natural en 2008 ascendió a 3.950 millones de toneladas o 82,12 millones de barriles diarios (13,056×106 m3/d).
Aunque existen varias tecnologías de esterilización de esquisto bituminoso, sólo cuatro se utilizan actualmente con fines comerciales. Los dos métodos principales de extracción de petróleo de esquisto bituminoso son ex-situ e in-situ. En el método ex-situ, la pizarra bituminosa se extrae y se transporta a la instalación de retorta para extraer el petróleo. El método in-situ convierte el kerógeno mientras aún está en forma de yacimiento de pizarra bituminosa y luego lo extrae a través de un pozo, donde aflora como petróleo normal.

## Otros usos industriales
La pizarra bituminosa es utilizada para la producción de cemento por Kunda Nordic Cement en Estonia, por Holcim en Alemania y por la fábrica de cemento de Fushun en China.La pizarra bituminosa también puede ser utilizada para la producción de diferentes productos químicos, materiales de construcción y productos farmacéuticos, por ejemplo, bituminosulfonato de amonio. Sin embargo, el uso de la pizarra bituminosa para la producción de estos productos es todavía muy poco frecuente y sólo se encuentra en fase experimental.
Algunas pizarras bituminosas son una fuente adecuada de azufre, amoníaco, alúmina, ceniza de sosa y nahcolita, que se producen como subproductos de la extracción de petróleo de pizarra. Algunos esquistos bituminosos también pueden utilizarse para la producción de uranio y otros elementos químicos raros. Entre 1946 y 1952, se utilizó una variedad marina de esquisto Dictyonema para la producción de uranio en Sillamäe, Estonia, y entre 1950 y 1989 se utilizó esquisto bituminoso en Suecia con el mismo fin. El gas de esquisto bituminoso también puede utilizarse como sustituto del gas natural. Tras la Segunda Guerra Mundial, el gas de pizarra bituminosa producido en Estonia se utilizó en Leningrado y en las ciudades del norte de Estonia. Sin embargo, al nivel actual de precios del gas natural, esto no es económicamente viable.

## Economía
Se desconoce la cantidad de esquisto bituminoso económicamente recuperable. Los diversos intentos de explotar yacimientos de esquisto bituminoso sólo han tenido éxito cuando el coste de la producción de esquisto bituminoso en una región determinada se sitúa por debajo del precio del petróleo crudo o de sus demás sustitutos. Según un estudio realizado por la RAND Corporation, el coste de producción de un barril de lutita bituminosa en un hipotético complejo de esterilización en superficie en Estados Unidos (compuesto por una mina, una planta de esterilización, una planta de mejora, los servicios de apoyo y la recuperación de la lutita bituminosa agotada) oscilaría entre 70 y 95 dólares (440-600 dólares/m3), ajustados a los valores de 2005. Suponiendo un aumento gradual de la producción tras el inicio de la producción comercial, el análisis prevé una reducción gradual de los costes de procesamiento hasta 30-40 dólares por barril (190-250 dólares/m3) tras alcanzar el hito de 1.000 millones de barriles (160×106 m3). Royal Dutch Shell ha anunciado que su tecnología Shell ICP obtendría beneficios cuando los precios del crudo sean superiores a 30 $ por barril (190 $/m3), mientras que algunas tecnologías en plena producción afirman su rentabilidad a precios del petróleo incluso inferiores a 20 $ por barril (130 $/m3).
Para aumentar la eficiencia de la esterilización de la pizarra bituminosa y con ello la viabilidad de la producción de petróleo de pizarra, los investigadores han propuesto y probado varios procesos de copirólisis, en los que otros materiales como la biomasa, la turba, el betún residual o los residuos de caucho y plástico se esterilizan junto con la pizarra bituminosa.Algunas tecnologías modificadas proponen combinar  una retorta de lecho fluidizado con un horno de lecho fluidizado circulante para quemar los subproductos de la pirólisis (carbón y gas de pizarra bituminosa) y mejorar así el rendimiento del aceite, aumentar la producción y reducir el tiempo de retorta.
En una publicación de 1972 de la revista Pétrole Informations (ISSN 0755-561X), se comparaba desfavorablemente la producción de petróleo de esquisto bituminoso con la licuefacción del carbón. El artículo afirmaba que la licuefacción del carbón era menos costosa, generaba más petróleo y tenía menos impacto ambiental que la extracción de pizarra bituminosa. Citaba una relación de conversión de 650 litros de petróleo por tonelada de carbón, frente a 150 litros de aceite de esquisto bituminoso por tonelada.
Una medida decisiva de la viabilidad de la pizarra bituminosa como fuente de energía reside en la relación entre la energía producida por la pizarra y la energía utilizada en su extracción y procesamiento, relación conocida como "rendimiento energético de la energía invertida" (EROEI). Un estudio de 1984 estimó que el EROEI de los distintos yacimientos conocidos de pizarra bituminosa oscilaba entre 0,7 y 13,3, aunque los proyectos conocidos de desarrollo de extracción de pizarra bituminosa afirman un EROEI entre 3 y 10. Según el World Energy Outlook 2010, el EROEI del procesamiento ex-situ suele ser de 4 a 5, mientras que el del procesamiento in-situ puede ser incluso tan bajo como 2.
Sin embargo, según la AIE, la mayor parte de la energía utilizada puede obtenerse quemando la pizarra bituminosa agotada o el gas de pizarra bituminosa.
El agua necesaria en el proceso de retorta de la pizarra bituminosa ofrece una consideración económica adicional: esto puede plantear un problema en zonas con escasez de agua.

## Consideraciones medioambientales
La extracción de lutita bituminosa conlleva una serie de impactos ambientales, más pronunciados en la minería de superficie que en la subterránea, entre los que se incluyen el drenaje ácido inducido por la rápida exposición repentina y la posterior oxidación de materiales anteriormente enterrados, la introducción de metales, incluido el mercurio, en las aguas superficiales y subterráneas, el aumento de la erosión, las emisiones de gases de azufre y la contaminación atmosférica causada por la producción de partículas durante el procesamiento, el transporte y las actividades de apoyo.En 2002, cerca del 97% de la contaminación atmosférica, el 86% de los residuos totales y el 23% de la contaminación del agua en Estonia procedían de la industria energética, que utiliza pizarra bituminosa como principal recurso para su producción de energía.
La extracción de pizarra bituminosa puede dañar el valor biológico y recreativo de la tierra y el ecosistema de la zona minera. La combustión y el procesamiento térmico generan residuos. Además, las emisiones atmosféricas del procesamiento y la combustión de la pizarra bituminosa incluyen dióxido de carbono, un gas de efecto invernadero. Los ecologistas se oponen a la producción y el uso de la pizarra bituminosa, ya que genera aún más gases de efecto invernadero que los combustibles fósiles convencionales. Los procesos experimentales de conversión in situ y las tecnologías de captura y almacenamiento de carbono pueden reducir algunas de estas preocupaciones en el futuro, pero al mismo tiempo pueden causar otros problemas, como la contaminación de las aguas subterráneas. Entre los contaminantes del agua comúnmente asociados al procesamiento de la pizarra bituminosa se encuentran los hidrocarburos heterocíclicos de oxígeno y nitrógeno. Entre los ejemplos más comunes se encuentran los derivados de la quinoleína, la piridina y varios homólogos alquílicos de la piridina (picolina, lutidina).
El agua es un tema delicado en las regiones áridas, como el oeste de EE. UU. y el desierto del Néguev en Israel, donde existen planes para ampliar la extracción de esquisto bituminoso a pesar de la escasez de agua. Dependiendo de la tecnología, la esterilización en superficie utiliza entre uno y cinco barriles de agua por barril de aceite de esquisto producido.Una declaración programática de impacto ambiental emitida en 2008 por la Oficina de Ordenación del Territorio de Estados Unidos afirmaba que las operaciones de extracción a cielo abierto y de retorta producen de 7,6 a 37,9 litros (de 1,7 a 8,3 imp gal) de aguas residuales por cada tonelada corta (0,91 t)de pizarra bituminosa procesada. Según una estimación, el procesamiento in situ utiliza una décima parte de agua.
Activistas ecologistas, entre ellos miembros de Greenpeace, han organizado enérgicas protestas contra la industria de la pizarra bituminosa. En 2004, Queensland Energy Resources suspendió el proyecto Stuart Oil Shale en Australia.